# Serrat de les Comes (Santa Maria de Merlès)
El Serrat de les Comes és una muntanya de 758 metres que es troba al municipi de Santa Maria de Merlès, a la comarca catalana del Berguedà.